# جیم جانستون (آهنگساز)
جیمز آلن "جیم" جانستون(به انگلیسی: James Alan "Jim" Johnston) (متولد ۱۹۵۹) آهنگساز و نوازنده آمریکایی است که بیشتر بخاطر آثارش در کمپانی دبلیودبلیوئی شهرت دارد. او آهنگساز بسیاری از موسیقی‌های ورودی بی‌نظیر و به‌یادماندنی سوپراستاران دبلیودبلیوئی از جمله موسیقی ورودی آندرتیکر، د راک، استُن کُلد استیو آستین و خود مِستر مک‌ماهون و صدها سوپراستار دیگر بوده‌است، تا سال ۲۰۱۴ که گروه $CFO کم‌کم بیشتر این مسئولیت را برعهده گرفتند و نقش جانستون کمتر شد.
او در دسامبر ۲۰۱۷ پس از سه دهه فعالیت در دبلیودبلیوئی، به دلایل نامعلوم از این کمپانی اخراج شد. این درحالیست که گفته می‌شود خود او مایل به ادامه کار در دبلیودبلیوئی بود.